# Còdex Calixtí
El Còdex Calixtí, en llatí Codex Calixtinus (Santiago de Compostel·la, Arxiu de la catedral, s. n.), és un manuscrit il·luminat de mitjan segle xii conservat a la catedral de Santiago de Compostel·la. Constitueix una espècie de guia per als pelegrins que seguien el camí de Sant Jaume en el seu viatge a Santiago de Compostel·la, amb consells, descripcions de la ruta i de les obres d'art, així com dels costums locals de la gent que vivien al llarg del camí. També conté sermons, miracles i textos litúrgics relacionats amb l'apòstol sant Jaume.
El llibre va desaparèixer de la caixa forta on estava custodiat a l'arxiu catedralici el 5 de juliol de 2011 i fou recuperat el 4 de juliol de 2012. L'havia robat l'electricista de la catedral, Manuel Fernández Castiñeiras, suposadament per venjança contra un dels capellans de la seu. El lladre va ser condemnat a deu anys de presó pels delictes de furt, robatori continuat i blanqueig de capitals.

## Liber Sancti Iacobi

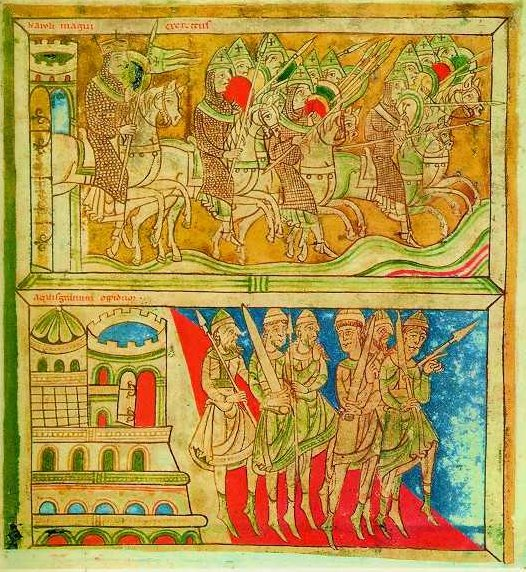
Liber Sancti Jacobi, foli 162 v

Encara que de vegades se'l denomina Liber Sancti Iacobi, convé distingir entre tots dos conceptes. El Liber Sancti Iacobi representa el contingut del llibre, del qual es van gestar diversos manuscrits, el més notable dels quals és el Còdex Calixtí custodiat a la catedral de Santiago de Compostel·la.
La compilació que coneixem com Liber Sancti Iacobi va ser redactada en diverses èpoques i de forma independent i podria estar ja configurada cap a l'any 1140.

## Estructura
El Còdex Calixtí consta de cinc llibres i dos apèndixs, amb un total de 225 folis de pergamí escrits en les dues cares, amb una mida de 295 x 214 mm. Llevat d'excepcions, el text és sempre a una columna, amb 34 línies per pàgina.
El primer llibre és de caràcter litúrgic, el segon hagiogràfic, el tercer i quart de naturalesa històrica i el cinquè, que va assolir una més gran celebritat, és una espècie de guia per al pelegrí.

## Carta del papa Calixt II
Constitueix el començament del còdex, ocupa els dos primers folis. L'autor diu ser el papa Calixt II i relata com va recollir nombrosos testimonis de miracles realitzats per l'apòstol sant Jaume «recorrent les cruels terres i províncies durant 14 anys». També explica com el manuscrit va sobreviure a tots els perills possibles, des d'incendis a inundacions. La carta va dirigida a «la molt santa assemblea de la basílica de Cluny» i a «Diego Gelmírez, arquebisbe de Compostel·la»".
Es creu que els copistes van incloure aquesta carta al començament del manuscrit per donar més importància al seu treball i queda completament descartada la intervenció directa del papa, el qual el 1124 ja havia mort.